# Swiss Central Basket
El Swiss Central Basketball es un club de baloncesto suizo de la ciudad de Lucerna. Compite en la LNB, la segunda división de la Liga Nacional de Baloncesto de Suiza.

## Historia
El Swiss Central Basketball (SCB) se fundó el 20 de mayo de 2009 como una organización coordinadora y un centro de rendimiento para el baloncesto en la Suiza Central. Los miembros fundadores fueron Noldi Huber, Zoran Popovic, Norbert Valis y Urs Güttinger.
De 2009 a 2015, Noldi Huber fue presidente del club, de 2015 a 2018 fue el turno de Thomas Müller y en 2018 Huber volvió a asumir el cargo. En el verano de 2020, Huber se jubiló. Tras su retiro, fue nombrado presidente honorario y Müller asumió nuevamente el cargo de presidente del club.

## Equipo masculino
En la temporada 2014/15, el equipo logró el ascenso a la Liga Nacional A bajo la dirección del técnico Danijel Erić. En 2017 el equipo estuvo cerca de retirarse de la máxima división suiza por motivos económicos, pero finalmente pudo evitarlo. En el verano de 2020, el club anunció que el equipo se retiraría de la Liga Nacional A, descendiendo a la NLB por motivos económicos y debido a la salida de varios jugadores, con la intención de seguir trabajando con jugadores locales en la segunda división. El técnico Erić dimitió de su cargo en junio de 2020 y fue sucedido por Orlando Bär, que anteriormente había sido entrenador asistente. En 2021, el equipo regresó a la primera división de Suiza como parte de una ampliación de la liga y a partir de entonces utilizó el estadio recién construido en Reussbühl para sus partidos en casa. Tras retornar, el equipo alcanzó en la temporada 2021/22 los cuartos de final del campeonato suizo por primera vez desde 2017.
A principios de febrero de 2023, cuando ocupaban el último lugar de la clasificación de la Liga Nacional A, el técnico Bär fue desvinculado. Su anterior entrenador asistente, Rajko Krivokapić, obtuvo el puesto. En marzo de 2023 se hizo pública la mala condición económica del club y se lanzó una convocatoria de donaciones para recaudar fondos adicionales. Posteriormente, el equipo fue retirado de la Liga Nacional A para focalizarse en promover las divisiones juveniles.

### Palmarés
- Ascenso a la Liga Nacional A 2015, 2021 (mediante ampliación de liga)